# Ernst Brunner
Ernst Christian Brunner, född 5 september 1950 i Tullinge, är en svensk författare, poet och litteraturvetare.

## Biografi
Ernst Brunner är son till alpinisterna Leopold Brunner och Gertrud Brunner. Han ägnade sig åt universitetsstudier i Stockholm, Aix-en-Provence, Universitetet i Florens och Leningrad 1969–1984 och avlade filosofie doktorsexamen i litteraturvetenskap 1985 med avhandlingen Till fots genom solsystemet. En studie i Edith Södergrans expressionism.
Han debuterade 1979 med en diktsamling och fick sitt genombrott som skönlitterär författare med romanerna Svarta villan (1987) och Kocksgatan (1991). Förutom ett stort antal romaner och diktsamlingar har han utgivit böcker som i biografisk form skildrar Edith Södergran, Karl XII, Carl Michael Bellman och Jacob Johan Anckarström.
Ernst Brunner är gift med Anna-Maria Bertilson. Tillsammans har de tre barn: Edit, Leonard och Molly Brunner.
Brunner har erhållit bland annat Aftonbladets litteraturpris 1986, Svenska Dagbladets litteraturpris, Gerard Bonniers lyrikpris och Bellmanpriset.